# Eaten Alive
Eaten Alive (conocida bajo varios títulos alternativos, incluyendo Trampa mortal, Death Trap, Horror Hotel y Starlight Slaughter) es una película de terror estadounidense de 1976 dirigida por Tobe Hooper y escrita por Kim Henkel, Alvin L. Fast y Mardi Rustam.

## Trama
Después de rechazar una demanda de sexo pervertido de un cliente juguetón llamado Buck, la ingenua prostituta Clara Wood es desalojada del burdel de la ciudad por la madame, la señorita Hattie. Clara se dirige al decrépito Starlight Hotel, ubicado en lo profundo de los remotos pantanos de la zona rural de Texas, donde se encuentra con el propietario mentalmente perturbado del hotel, Judd. Sufriendo de sus propias frustraciones sexuales dementes, Judd ataca a Clara con una horca, luego la persigue afuera, donde es atacada y devorada por su mascota, un cocodrilo del Nilo, que vive en el pantano al lado del hotel.
Unos días después, una pareja rebelde, la extrovertida Faye y el perturbado Roy, llegan al hotel junto con su pequeña hija, Angie. Poco después de su llegada, el perro de la familia, Snoopy, es brutalmente atacado por el cocodrilo residente, lo que deja a la pequeña Angie en estado de shock. En represalia, Roy sale a matar a la criatura carnívora del pantano, pero es apuñalado y asesinado por Judd, que empuña una gran guadaña. Judd luego ata a Faye en su cama e intenta agarrar a Angie, pero ella puede escapar y se esconde debajo del porche del hotel.
Más tarde, Harvey Wood y su hija Libby también llegan al Starlight Hotel, buscando información sobre la ahora fallecida Clara, quien es la hija fugitiva de Harvey, pero se van cuando Judd niega haberla visto. Acompañados por el alguacil Martin, Harvey y Libby interrogan a la señorita Hattie, quien también niega haber visto a Clara. Harvey regresa solo al espeluznante hotel del pantano, mientras Libby va a cenar y beber con el sheriff. Después de que Harvey descubre a una cautiva Faye en su habitación de hotel, Judd lo asesina, implementando una vez más su gran guadaña.
Mientras tanto, después de ser expulsado de un bar por el sheriff, Buck y su novia menor Lynette se aventuran al Starlight, para disgusto de Judd. Cuando Buck escucha gritos provenientes de la habitación de Faye, intenta rescatarla, pero Judd lo empuja al pantano y el cocodrilo lo devora. Lynette sale corriendo y Judd la ve. Ella corre hacia el bosque gritando y es perseguida por Judd. Sin embargo, la niebla hace que Judd la pierda de vista, y Lynette es salvada por un automóvil que pasa.
Más tarde, Libby regresa al hotel y logra desatar a Faye de su cama y recuperar a Angie de debajo del porche. Consumido por la locura, Judd persigue a los tres supervivientes al pantano, donde finalmente es atacado y asesinado por su propia mascota reptil..

## Reparto
- Neville Brand como Judd.
- Mel Ferrer como Harvey Wood.
- Carolyn Jones como Miss Hattie.
- Marilyn Burns como Faye.
- William Finley como Roy.
- Stuart Whitman como el comisario Martin.
- Roberta Collins como Clara Wood.
- Kyle Richards como Angie.
- Robert Englund como Buck.
- Crystin Sinclaire como Libby Wood.
- Janus Blythe como Lynette.

## Producción
Bajo el título Death Trap, Eaten Alive se filmó en su totalidad en los estudios de sonido de Raleigh Studios en Hollywood, California, que tenían una piscina a gran escala que podía funcionar como un pantano. Rodar en un escenario de sonido en lugar de una ubicación práctica contribuyó a la atmósfera de la película, que el director Tobe Hooper describió como un "mundo crepuscular surrealista".  Sin embargo, la película finalmente resultó ser problemática para el director, quien abandonó el set poco antes de que terminara la producción, debido a una disputa con los productores. Sin embargo, la buena relación de Hooper con sus actores se mantuvo intacta. Más tarde, el director recordó cómo trabajó con el actor Neville Brand para desarrollar completamente el personaje de Judd, declarando: "Entendió exactamente lo que estaba haciendo".
Adaptado para la pantalla por el coguionista de The Texas Chain Saw Massacre, Kim Henkel, la trama se basó muy libremente en la historia de Joe Ball (también conocido como "Bluebeard del sur de Texas" o "Alligator Man") que era dueño de un bar con un cocodrilo vivo. atracción durante la década de 1930 en Elmendorf, Texas. Durante este tiempo, Ball cometió varios asesinatos de mujeres, y la leyenda dice que se deshizo de los cuerpos de sus víctimas alimentándolos con sus caimanes, pero esto nunca fue probado.

## Liberar

### Censura
Aunque fue aprobada con cortes para su estreno en cines en Gran Bretaña en 1978, cuando VIPCO lanzó Eaten Alive para video doméstico bajo el título Death Trap en 1982, la película se convirtió en una de las primeras de las llamadas "películas desagradables" en ser procesadas. bajo la Ley de Publicaciones Obscenas de 1959. Su violencia gratuita se convirtió en el punto focal de muchos críticos sociales en el Reino Unido, incluida una defensora muy vocal de la minoría moral Mary Whitehouse, y en consecuencia todas las copias del video fueron retiradas de las tiendas minoristas. Cuando la película fue finalmente relanzada en VHS en 1992, el BBFC editó unos 25 segundos del corte original. La película finalmente fue lanzada en su versión sin cortes en DVD en 2000.

## Recepción crítica
En Rotten Tomatoes, la película tiene una calificación de aprobación del 29% basada en 14 reseñas , con una calificación promedio ponderada de 4.4 / 10.
Dennis Schwartz de Ozus 'World Movie Reviews le dio a la película una calificación C +, escribiendo: "Esto es lo opuesto a una película de Hollywood, ya que a Hooper [no] le importaba menos que haya rodado una película tan perturbadora que lo convierte en un incómodo Ese Hooper nos lleva por un camino diferente al habitual, macabro y espeluznante película de terror, no la convierte en una película especial que valga la pena buscar. Solo algo que aquellos con una curiosidad mórbida por lo inusual en la sordidez podrían no ser capaz de transmitir ". TV Guide otorgó a la película dos de cinco estrellas, declarando, "Aunque Eaten Alive no es tan inusual o aterrador como Texas Chainsaw, Hooper hace un buen trabajo construyendo la atmósfera gótica sureña y continúa con su brillante uso del sonido para mejorar la sensación de inquietud y suspenso ". Keith Phipps, de The AV Club, fue crítico con la película, afirmando que carecía de la espeluznante verosimilitud y el estilo de la motosierra de Hooper. 
Sin embargo, no todas las críticas de la película fueron negativas. Ken Hanke, en The Official Splatter Movie Guide, revaluó la película como una obra maestra incomprendida que capturaba "la locura de otro mundo de la muerte de la marca amateur-night-in-Dixie del Sueño Americano". Bill Gibron de PopMatters calificó la película con 6/10 estrellas, destacando el guion descuidado, la mala iluminación y la falta de sentido narrativo de la película, pero afirmó que la película era "tan innegablemente inepta, tan horrendamente cojeando, tan maldito dios horrible que sea jodidamente genial! ".